# Premis Oscar de 2016
Els Premis Oscar de 2016 (en anglès: 89th Academy Awards), organitzat per l'Acadèmia de les Arts i les Ciències Cinematogràfiques, guardonà els millors films del 2016. Tingué lloc el 26 de febrer de 2017 al Dolby Theatre de Hollywood, California.
La cerimònia fou presentada, per primera vegada, pel comediant Jimmy Kimmel i emesa pel canal ABC.

## Curiositats
Moonlight va guanyar tres premis incloent-hi l'Oscar a la millor pel·lícula i La La Land va ser la pel·lícula que va guanyar més premis (sis) després de rebre un rècord de 14 nominacions. En un fet sense precedents en la història dels Oscars, La La Land va ser incorrectament anunciada com la guanyadora a la millor pel·lícula. Després d'uns quants minuts l'error va ser corregit i Moonlight va ser declarada la guanyadora. Moonlight era la primera pel·lícula amb un repartiment totalment negre i la primera amb temàtica LGBT en guanyar l'Oscar a la millor pel·lïcula.Hacksaw Ridge i Manchester by the Sea en van guanyar dos cadascuna. Els guanyadors amb un oscar van ser Arrival, Bèsties fantàstiques i on trobar-les, Fences, El llibre de la selva, O.J.: Made in America, Piper, The Salesman, Sing, L'esquadró suïcida, The White Helmets, i Zootopia.
Damien Chazelle de 32 anys esdevenia la persona més jove en guanyar l'Oscar al millor director; Norman Taurog en tenia 33 quan el va guanyar el 1931 amb la comèdia Skippy. L'enginyer de so Kevin O'Connell finalment va acabar guanyant l'Oscar (per Hacksaw Ridge) després de 20 nominacions. Dede Gardner esdevenia la primera dona en guanyar dues vegades per produir Moonlight, l'anterior va ser 12 anys d'esclavitud.
Va ser el primer cop des de la 70a edició que cap dels guanyadors dels premis al millor actor interpretava persones reals, i el primer cop des de la mateixa edició que tots quatre guanyadors eren americans.

## Premis
El guanyador apareix en primera posició i en negreta, la resta corresponen als nominats al premi.
| Millor pel·lícula | Millor director |
| --- | --- |
| - Moonlight (Adele Romanski, Dede Gardner i Jeremy Kleiner per a A24, Plan B Entertainment i Pastel Productions) - Arrival (Shawn Levy, Dan Levine, Aaron Ryder i David Linde per a Paramount, Lava Bear Films, 21 Laps Entertainment i FilmNation Entertainment) - Comancheria (Carla Hacken i Julie Yorn per a CBS Films, Lions Gate, Sidney Kimmel Entertainment, OddLot Entertainment, Film 44 i LBI Entertainment) - Fences (Scott Rudin, Denzel Washington i Todd Black per a Paramount, Bron Studios, Macro Media i Scott Rudin Productions) - Hacksaw Ridge (Bill Mechanic i David Permut per a Summit Entertainment, Pandemonium Films, Permut Productions i Vendian Entertainment) - Hidden Figures (Donna Gigliotti, Peter Chernin, Jenno Topping, Pharrell Williams i Theodore Melfi per a 20th Century Fox, TSG Entertainment, Chernin Entertainment i Levantine Films) - La La Land (Fred Berger, Jordan Horowitz i Marc Platt per a Summit Entertainment, Black Label Media, TIK Films Limited, Impostor Pictures, Gilbert Films i Marc Platt Productions) - Lion (Emile Sherman, Iain Canning, i Angie Fielder per a The Weinstein Co., Transmission Films i Entertainment Film Distributors) - Manchester by the Sea (Matt Damon, Kimberly Steward, Chris Moore, Lauren Beck i Kevin J. Walsh per a Amazon, Roadside Attractions, K Period Media, B Story, CMP i Pearl Street Films) | - Damien Chazelle per La La Land - Denis Villeneuve per Arrival - Mel Gibson per Hacksaw Ridge - Kenneth Lonergan per Manchester by the Sea - Barry Jenkins per Moonlight |
| Millor actor | Millor actriu |
| - Casey Affleck per Manchester by the Sea com a Lee Chandler - Andrew Garfield per Hacksaw Ridge com a Desmond Doss - Ryan Gosling per La La Land com a Sebastian Wilder - Viggo Mortensen per Captain Fantastic com a Ben Cash - Denzel Washington per Fences com a Troy Maxson | - Emma Stone per La La Land com a Mia Dolan - Isabelle Huppert per Elle com a Michèle Leblanc - Ruth Negga per Loving com a Mildred Loving - Natalie Portman per Jackie com a Jackie Kennedy - Meryl Streep per Florence Foster Jenkins com a Florence Foster Jenkins |
| Millor actor secundari | Millor actriu secundària |
| - Mahershala Ali per Moonlight com a Juan - Jeff Bridges per Comancheria com a Marcus Hamilton - Lucas Hedges per Manchester by the Sea com a Patrick Chandler - Dev Patel per Lion com a Saroo Brierley - Michael Shannon per Nocturnal Animals com a Detectiu Bobby Andes | - Viola Davis per Fences com a Rose Maxson - Naomie Harris per Moonlight com a Paula - Nicole Kidman per Lion com a Sue Brierley - Octavia Spencer per Hidden Figures com a Dorothy Vaughan - Michelle Williams per Manchester by the Sea com a Randi Chandler |
| Millor guió original | Millor guió adaptat |
| - Kenneth Lonergan per Manchester by the Sea - Mike Mills per 20th Century Women - Taylor Sheridan per Comancheria - Damien Chazelle per La La Land - Yorgos Lanthimos i Efthimis Filippou per The lobster | - Barry Jenkins (guió) i Tarell Alvin McCraney (història) per Moonlight (sobre hist. de Tarell Alvin McCraney) - Eric Heisserer per Arrival (sobre hist. de Ted Chiang) - August Wilson per Fences (sobre obra teatre pròpia) - Allison Schroeder i Theodore Melfi per Hidden Figures (sobre hist. de Margot Lee Shetterly) - Luke Davies per Lion (sobre hist. de Saroo Brierley) |
| Millor pel·lícula de parla no anglesa | Millor pel·lícula d'animació |
| - Forushande d'Asghar Farhadi (Iran) - Toni Erdmann de Maren Ade (Alemanya) - Tanna de Martin Butler i Bentley Dean (Austràlia) - Land of mine: Sota la sorra de Martin Zandvliet (Dinamarca) - En man som heter Ove de Hannes Holm (Suècia) | - Zootròpolis de Byron Howard i Rich Moore (direcció); Clark Spencer (producció) - Kubo and the Two Strings de Travis Knight i Arianne Sutner - Moana de John Musker i Ron Clements (direcció); Osnat Shurer (producció) - La vida d'en Carbassó de Claude Barras (direcció); Max Karli (producció) - La tortue rouge de Michaël Dudok de Wit (direcció); Toshio Suzuki (producció) |
| Millor banda sonora | Millor cançó original |
| - Justin Hurwitz per La La Land - Mica Levi per Jackie - Dustin O'Halloran i Hauschka per Lion - Nicholas Britell per Moonlight - Thomas Newman per Passengers | - Justin Hurwitz (música); Benj Pasek i Justin Paul (lletra) per La La Land ("City of Stars") - Justin Hurwitz (música); Benj Pasek i Justin Paul (lletra) per La La Land ("Audition (The Fools Who Dream)") - Justin Timberlake, Max Martin i Karl Johan Schuster (música i lletra) per Trolls ("Can't Stop the Feeling!") - J. Ralph i Sting (música i lletra) per Jim: The James Foley Story ("The Empty Chair") - Lin-Manuel Miranda (música i lletra) per Moana ("How Far I'll Go") |
| Millor fotografia | Millor maquillatge |
| - Linus Sandgren per La La Land - Bradford Young per Arrival - Greig Fraser per Lion - James Laxton per Moonlight - Rodrigo Prieto per Silence | - Alessandro Bertolazzi, Giorgio Gregorini i Christopher Nelson per L'esquadró suïcida - Eva von Bahr i Love Larson per En man som heter Ove - Joel Harlow i Richard Alonzo per Star Trek Beyond |
| Millor direcció artística | Millor vestuari |
| - David Wasco; Sandy Reynolds-Wasco per La La Land - Patrice Vermette; Paul Hotte per Arrival - Stuart Craig; Anna Pinnock per Bèsties fantàstiques i on trobar-les - Jess Gonchor; Nancy Haigh per Hail, Caesar! - Guy Hendrix Dyas; Gene Serdena per Passengers | - Colleen Atwood per Bèsties fantàstiques i on trobar-les - Joanna Johnston per Allied - Consolata Boyle per Florence Foster Jenkins - Madeline Fontaine per Jackie - Mary Zophres per La La Land |
| Millor muntatge | Millor so |
| - John Gilbert per Hacksaw Ridge - Joe Walker per Arrival - Jake Roberts per Comancheria - Tom Cross per La La Land - Nat Sanders i Joi McMillon per Moonlight | - Kevin O'Connell, Andy Wright, Robert Mackenzie i peter Grace per Hacksaw Ridge - Bernard Gariépy Strobl i Claude La Haye per Arrival - Andy Nelson, Ai-Ling Lee i Steve A. Morrow per La La Land - David Parker, Christopher Scarabosio i Stuart Wilson per Rogue One: A Star Wars Story - Greg P. Russell, Gary Summers, Jeffrey J. Haboush i Mac Ruth per 13 Hours: The Secret Soldiers of Benghazi                                                                                  |
| Millors efectes visuals | Millor edició de so |
| - Robert Legato, Adam Valdez, Andrew R. Jones i Dan Lemmon per El llibre de la selva - Craig Hammack, Jason Snell, Jason Billington i Burt Dalton per Deepwater Horizon - Stephane Ceretti, Richard Bluff, Vincent Cirelli i Paul Corbould per Doctor Strange - Steve Emerson, Oliver Jones, Brian McLean i Brad Schiff per Kubo i the Two Strings - John Knoll, Mohen Leo, Hal Hickel i Neil Corbould per Rogue One: A Star Wars Story | - Sylvain Bellemare per Arrival - Wylie Stateman i Renée Tondelli per Deepwater Horizon - Robert Mackenzie i Andy Wright per Hacksaw Ridge - Ai-Ling Lee i Mildred Iatrou Morgan per La La Land - Alan Robert Murray i Bub Asman per Sully |
| Millor documental | Millor documental curt |
| - O.J.: Made in America d'Ezra Edelman i Caroline Waterlow - Fire at Sea de Gianfranco Rosi i Donatella Palermo - I Am Not Your Negro de Raoul Peck, Rémi Grellety, i Hébert Peck - Life, Animated de Roger Ross Williams i Julie Goldman - 13th'' d'Ava DuVernay, Spencer Averick, i Howard Barish | - The White Helmets d'Orlando von Einsiedel i Joanna Natasegara - Extremis de Dan Krauss - 4.1 Miles de Daphne Matziaraki - Joe's Violin de Kahane Cooperman i Raphaela Neihausen - Watani: My Homeland de Marcel Mettelsiefen i Stephen Ellis |
| Millor curtmetratge | Millor curt d'animació |
| - Sing de Kristóf Deák i Anna Udvardy - Ennemis intérieurs de Sélim Azzazi - La femme et le TGV de Timo von Gunten i Giacun Caduff - Silent Nights d'Aske Bang i Kim Magnusson - Timecode de Juanjo Giménez | - Piper d'Alan Barillaro i Marc Sondheimer - Blind Vaysha de Theodore Ushev - Borrowed Tim d'Andrew Coats i Lou Hamou-Lhadj - Pear Cider i Cigarettes de Robert Valley i Cara Speller - Pearl de Patrick Osborne |

## Oscar Honorífic

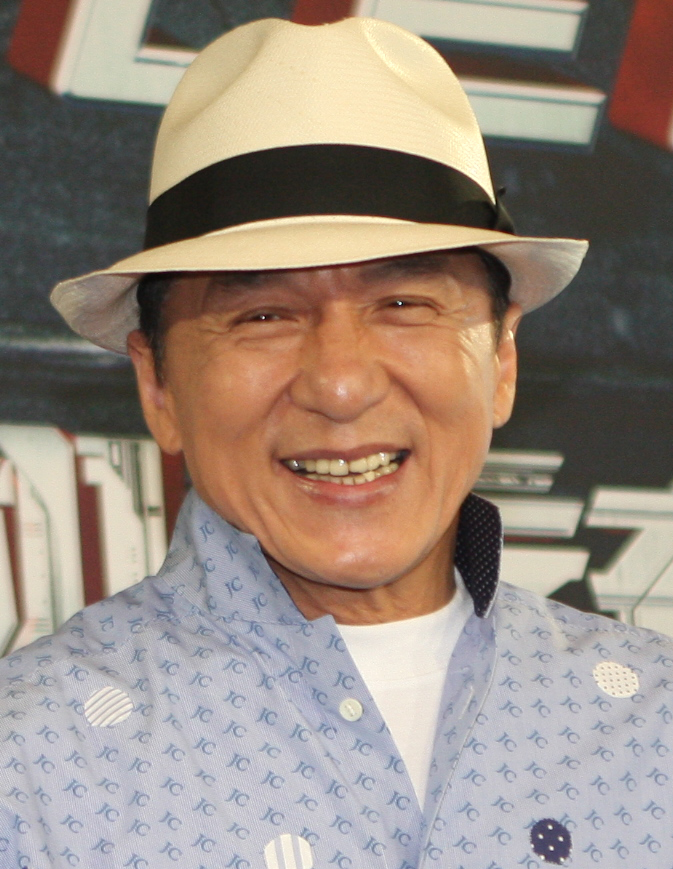
Jackie Chan l'any 2016.

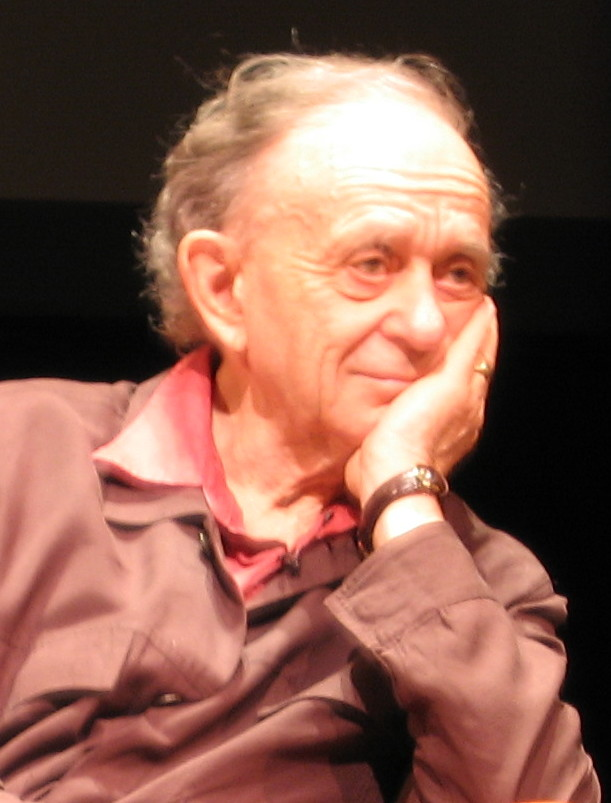
Wiseman l'any 2005.

- Jackie Chan — protagonista, i de vegades, guionista, director i productor de més de 30 pel·lícules d'arts marcials a Hong Kong, aconseguint audiències amb el seu atleticisme enlluernador, creant trucs inventius en les escenes d'acció i un carisma sense límits. [estatueta][10]
- Anne V. Coates — com a muntadora amb més de 60 anys d'experiència ha treballat al costat dels directors més prestigiosos en una impressionant gamma de pel·lícules. [estatueta][11]
- Lynn Stalmaster — durant cinc dècades com a director de càsting va aplicar els seu talent a més de 200 llargmetratges ... i ha estat fonamental en la carrera d'actors cèlebres. [estatueta][12]
- Frederick Wiseman — com a documentalista Wiseman ha realitzat gairebé una pel·lícula cada any des de 1967, il·luminant vides en el context d'institucions socials, culturals i governamentals. [estatueta][13]

## Presentadors
| Nom                                                              | |
| ---------------------------------------------------------------- | --- |
| Randy Thomas                                                     | Anunciador dels premis                                                                                 |
| Alicia Vikander                                                  | Millor actor secundari                                                                                 |
| Jason Bateman Kate McKinnon                                      | Millor maquillatge i millor vestuari                                                                   |
| Taraji P. Henson Katherine Johnson Janelle Monáe Octavia Spencer | Millor documental                                                                                      |
| Dwayne Johnson                                                   | Introducció a la interpretació de la cançó nominada "How Far I'll Go"                                  |
| Cheryl Boone Isaacs (presidenta AMPAS)                           | Presentació dels beneficis que aporten les pel·lícules i la diversitat                                 |
| Chris Evans Sofia Boutella                                       | Millor edició de so i millor so                                                                        |
| Vince Vaughn                                                     | Presentació dels Premis Honorífics                                                                     |
| Mark Rylance                                                     | Millor actriu secundària                                                                               |
| Charlize Theron Shirley MacLaine                                 | Millor pel·lícula de parla no anglesa                                                                  |
| Dev Patel                                                        | Introducció a la interpretació de la cançó nominada "The Empty Chair"                                  |
| Gael García Bernal Hailee Steinfeld                              | Millor curtmetratge d'animació i millor pel·lícula d'animació                                          |
| Jamie Dornan Dakota Johnson                                      | Millor direcció de producció                                                                           |
| Felicity Jones Riz Ahmed                                         | Millors efectes visuals                                                                                |
| Michael J. Fox Seth Rogen                                        | Millor muntatge                                                                                        |
| Salma Hayek David Oyelowo                                        | Millor curtmetratge documental i millor curtmetratge                                                   |
| John Cho Leslie Mann                                             | Premis Científics i Tècnics                                                                            |
| Javier Bardem Meryl Streep                                       | Millor fotografia                                                                                      |
| Ryan Gosling Emma Stone                                          | Introducció a la interpretació de la cançó nominada "Audition (The Fools Who Dream)" i "City of Stars" |
| Samuel L. Jackson                                                | Millor banda sonora                                                                                    |
| Scarlett Johansson                                               | Millor cançó original                                                                                  |
| Jennifer Aniston                                                 | Presentació del tribut "In Memoriam"                                                                   |
| Ben Affleck Matt Damon                                           | Millor guió original                                                                                   |
| Amy Adams                                                        | Millor guió adaptat                                                                                    |
| Halle Berry                                                      | Millor direcció                                                                                        |
| Brie Larson                                                      | Millor actor                                                                                           |
| Leonardo DiCaprio                                                | Millor actriu                                                                                          |
| Warren Beatty Faye Dunaway                                       | Millor pel·lícula                                                                                      |

### Actuacions
| Nom                                | Paper                        | Peça                                                             |
| ---------------------------------- | ---------------------------- | ---------------------------------------------------------------- |
| Harold Wheeler                     | Arranjador musical Conductor | Orquestra                                                        |
| Justin Timberlake                  | Intèrpret                    | Obertura: "Can't Stop the Feeling!' de Trolls i "Lovely Day"     |
| Auli'i Cravalho Lin-Manuel Miranda | Intèrprets                   | "How Far I'll Go" de Moana                                       |
| Sting                              | Intèrpret                    | "The Empty Chair" de Jim: The James Foley Story                  |
| John Legend                        | Intèrpret                    | "City of Stars" i "Audition (The Fools Who Dream)" de La La Land |
| Sara Bareilles                     | Intèrpret                    | "Both Sides, Now" durant el segment In Memoriam                  |

## Múltiples nominacions i premis
| Nominacions | Pel·lícula                           |
| ----------- | ------------------------------------ |
| 14          | La La Land                           |
| 8           | Arrival                              |
| 8           | Moonlight                            |
| 6           | Hacksaw Ridge                        |
| 6           | Lion                                 |
| 6           | Manchester by the Sea                |
| 4           | Comancheria                          |
| 4           | Fences                               |
| 3           | Hidden Figures                       |
| 3           | Jackie                               |
| 2           | A Man Called Ove                     |
| 2           | Bèsties fantàstiques i on trobar-les |
| 2           | Deepwater Horizon                    |
| 2           | Florence Foster Jenkins              |
| 2           | Kubo and the Two Strings             |
| 2           | Moana                                |
| 2           | Passengers                           |
| 2           | Rogue One: A Star Wars Story         |

| Premis | Pel·lícula            |
| ------ | --------------------- |
| 6      | La La Land            |
| 3      | Moonlight             |
| 2      | Hacksaw Ridge         |
| 2      | Manchester by the Sea |